# Agnello del Centro Italia
La designazione Agnello del Centro Italia viene utilizzata – fin dagli anni '60 – dagli operatori della filiera carne ovina e dai consumatori per riferirsi agli agnelli nati e allevati – grazie anche alla transumanza – in tutta l'area del Centro Italia (specificatamente: Abruzzo, Emilia-Romagna, Lazio, Marche, Toscana e Umbria) e che derivano da ovini ivi storicamente presenti, la cui attitudine era fino alla metà del secolo scorso a triplice attitudine (carne, latte e lana), e successivamente – ad opera del miglioramento genetico – si è specializzata nella produzione della carne.

## Razze
Le principali razze sono rappresentate da:
- Appenninica,
- Fabrianese,
- Merinizzata Italiana,
- Pomarancina,
- Sopravissana,
- Zerasca,

ma anche da altre razze a duplice attitudine (carne/latte):
- Garfagnina Bianca,
- Massese

Quasi tutti questi nomi testimoniano l'origine geografica delle razze stesse e il loro legame con i luoghi dove esse meglio si sono ambientate e nel tempo valorizzate (Fabriano, Massa Carrara, Pomarance, Visso, Zeri).
Gli agnelli ottenuti sono caratterizzati da un rapido accrescimento ponderale, da una elevata resa in carne e da un basso contenuto di grasso, grazie alla loro elevata capacità di utilizzare le essenze foraggere tipiche costituenti i pascoli del Centro Italia.

## Tipologie merceologiche
Le carcasse reperibili in commercio si possono classificare in diverse tipologie, le cui più rappresentative sono:
A. l'agnello leggero, di peso compreso tra gli 8 e i 13 kg;
B. l'agnello pesante, di peso superiore ai 13 kg;
C. il castrato, di peso superiore ai 20 kg.
La qualità delle carcasse di agnello leggero, oltre al peso, è caratterizzata dal colore della carne (rosa chiaro o rosa) e da un tenore di grasso scarso o mediamente importante per la prima qualità, mentre per la seconda qualità il colore della carne è diverso dal rosa chiaro o rosa e ha un tenore di grasso molto scarso o abbondante.
La qualità delle carcasse di agnello pesante più rappresentata è caratterizzata da 3 classi di conformazione (U “ottima” – R “buona” – O “abbastanza buona”) e anche dallo stato di ingrassamento (compreso tra scarso” e “abbondante”:
La qualità delle carcasse di castrato (da cui deriva il prodotto tipico castrato di agnello del Centro Italia) più rappresentativa è caratterizzata da 3 classi di conformazione (E “eccellente” – U “ottima” – R “buona”) e anche dallo stato di ingrassamento (compreso tra scarso” e “abbondante”).

### Richiesta di riconoscimento IGP
Per valorizzare questa produzione il "Comitato promotore della IGP Agnello del Centro Italia" ha presentato al Ministero delle Politiche Agricole la richiesta di riconoscimento del prodotto come IGP.
Al momento la regione Emilia-Romagna ha inserito nell'elenco dei prodotti agroalimentari tradizionali italiani l'agnello da latte delle razze sarda e massese.

## Allevamento
Le tecniche di allevamento tradizionali prevedono che gli agnelli – per loro elevata rusticità e adattabilità ai sistemi di produzione adottati dagli allevatori – vengano allevati sia allo stato brado o semibrado, ma anche stabulato, e in combinazione tra di loro, in base alle fasi produttive del gregge e alla stagionalità. Fino allo svezzamento gli agnelli vengono sempre allattati esclusivamente con latte materno e in seguito l'alimentazione è costituita da fieni e foraggi freschi.
L'agnello del Centro Italia è rinomato dai consumatori per la preparazione di ricette tradizionali e perché rievoca la salubrità degli ambienti in cui gli animali sono allevati (in considerazione del fatto che il Centro Italia è ricco di Parchi naturali per circa 700.000 ha).